# Max Absmeier
Max Absmeier (* 27. März 1920 in Karpfham; † 22. August 2012 in Burghausen) war ein deutscher römisch-katholischer Prälat.

## Leben
Max Absmeier empfing am 29. Juni 1950 die Priesterweihe und war als Kooperator in Pfarrkirchen, Pfarrer in Frauenau (1959/69) und Pfarrer in St. Nikola in Passau (1969/1979) tätig.
Von 1979 bis 1995 war er Stiftspropst und Stadtpfarrer an St. Philippus und Jakobus in Altötting. In dieser Zeit verband er die Aufgaben des Wallfahrtspfarrers mit einer intensiven Gemeindearbeit. Er setzte sich stark für die karitativen kirchlichen Einrichtungen in Altötting, wie das Kinderheim, das Behindertenheim und das Begegnungszentrum, ein. An den Großveranstaltungen in dieser Zeit, dem Papstbesuch 1980 und dem Jubiläum anlässlich 500 Jahre Marienwallfahrt nach Altötting im Jahr 1989, wirkte er federführend mit. 1990 erhielten die Altöttinger Stiftspröpste von Papst Johannes Paul II. die Erlaubnis, die Pontifikalinsignien Mitra, Pektorale und Ring zu tragen.

## Ehrungen
- Ernennung zum Ehrenbürger von Altötting (1995)
- Ehrenring in Gold des Landkreises Altötting
- Bayerischer Verdienstorden (4. Juli 1991)
- Ernennung zum Päpstlichen Ehrenprälaten  durch Papst Johannes Paul II.
- Ernennung zum Apostolischen Protonotar durch Papst Benedikt XVI.[2]

## Schriften
- 500 Jahre Marienwallfahrt Altötting. Erinnerung und Auftrag, Stadtpfarramt St. Philippus und Jakobus,  Altötting 1990, ISBN 3-920191-08-0
- 35 Jahre Hüter des Heiligtums Unserer Lieben Frau, 1992, zusammen mit Robert Bauer
- Altöttinger Kochbuch für Leib und Seele, Kath. Frauenbund Altötting St. Philippus und Jakobus 2001, zusammen mit Elvira Brunnbauer, Hildegard Pollety, Irmgard Griesbeck